# Jardín Botánico y Cultural de Caguas
El Jardín Botánico y Cultural de Caguas (También denominado más formalmente como Jardín Botánico y Cultural - Lcdo. William Miranda Marín) es un jardín botánico, sitio arqueológico y reserva de la Naturaleza de unas 60 cuerdas de extensión, que está ubicado en el barrio Cañabón, del municipio autónomo de Caguas, en Puerto Rico. 

## Localización
Este jardín botánico se ubica cerca de las principales ciudades de la Isla de Puerto Rico, a tan sólo 30 minutos de San Juan, su capital.
Jardín Botánico y Cultural de Caguas, Oficina de Desarrollo Sustentable, Município Autónomo de Caguas, Puerto Rico.
Planos y vistas satelitales.18°13′53″N 66°2′22″O / 18.23139, -66.03944
Las horas de visita del JBCC es de jueves a domingo de 10:00am a 4:00pm.

## Historia
El jardín cuenta con varios elementos adicionales que lo definen como uno multi-temático ya que no sólo es un jardín botánico sino también un zoológico, sitio histórico, ecológico y museológico. 
El Jardín Botánico y Cultural de Caguas funciona a la vez tanto como una reserva de naturaleza y como un área arqueológica, pues alberga ruinas históricas. 
Entre las ruinas arqueológicas destacan el antiguo ingenio azucarero conocido como la "Hacienda San José", también la reconstrucción de un barracón de esclavos, e importantes yacimientos arqueológicos de los indios taínos que habitaban en Borikén, nombre aborigen de Puerto Rico, con piezas que datan desde épocas precolombinas hasta tiempos de la colonización española.
Este espacio contiene parte de todos los cagüeños y puertorriqueños, al sumarse en su textura las esencias de los taínos, negros y españoles, el jardín celebra el criollismo, la suma de las tres razas, en varias de sus zonas educativas.

## Colecciones
En el jardín botánico exhibe la flora tropical en toda su exuberancia y variedad. Aloja al mismo tiempo la fauna propia a dicha vegetación. Las exhibiciones vegetales se disponen en las siguientes áreas : 
- Arboreto con las secciones de,
  - El Bosque del Patrimonio despliega 36 especies de árboles nativos y endémicos que tuvieron una gran importancia ecológica, alimentaria y práctica para los antepasados de la isla.
  - La Arboleda Ancestral Taína celebra la herencia indígena del criollo a través de un proyecto de arte público monumental inspirado en los bateyes indígenas.
  - La Arboleda Ancestral Africana es un espacio de homenaje, recuerdo y respeto a nuestros antepasados africanos, que incluye un monumento en bronce, representado la figura de Osaín..
  - La Arboleda de la Conciencia es una llamada a la reflexión sobre la importancia de proteger nuestros recursos naturales, al presentar varias especies de árboles amenazados de extinción.
  - La Arboleda Florida es una fiesta de colores que nos permite disfrutar de 40 especies de árboles de flores vistosas.
  - La plantación del “Palo de Pollo”, los Pollales (bosques de "Palo de Pollo" (Pterocarpus officinalis) en Puerto Rico son impresionantes arboledas que se forman en lugares muy húmedos tales como los pantanales. En el jardín hay una siembra de estos árboles que habitan la ribera del río Cagüitas.
  - La Arboleda Criolla explora los usos de 15 especies de árboles cagüeños productores de madera de importancia comercial durante los siglos XIX y XX.
- La Huerta Frutal exhibe 50 especies de árboles frutales nativos y foráneos que han constituido parte del recetario de la cocina puertorriqueña.
- La Casa Jíbara y Siembra Agrícola Familiar honra a los abuelos campesinos de Puerto Rico. Esta zona ofrece la recreación de un sembradío o “tala” familiar lograda con técnicas tradicionales y un salón de exhibiciones.
- El Sembradío del Artesano Puertorriqueño celebra la creatividad del pueblo boricua en la talla, junto a 60 especies de árboles, yerbas y bejucos que los realzan.
- El Palmar exhibe docenas de especies de palmas provenientes de distintas partes del mundo distribuidas por sus áreas geográficas de origen.
- El Bambular, que nace en la Plaza Agrícola y bordea el río Cagüitas, es una colección de diferentes especies de bambús.
- La Manigua es una expresión taína para designar un humedal tropical, ecosistema caracterizado por suelos saturados de agua y vegetación adaptada a la escasez de oxígeno en el suelo.
- El Corredor Ribereño es un plan de siembra dirigido a estimular el proceso natural de regeneración de la vegetación aledaña al río Cagüitas que conecta con el proyecto "Honor al Río".
- El Jardín de Plantas Acuáticas y Peces Tropicales ocupa un espacio dentro de la zona histórica de la antigua casa hacienda, con un estanque destinado al cultivo de plantas acuáticas y criadero de peces tropicales.
- La Plaza Agrícola Urbana está compuesta por seis naves destinadas a la producción de cultivos hidropónicos, y la propagación de plantas de uso práctico.
- El Mariposario es un espacio en la zona histórica dedicado a la crianza y propagación de mariposas.

En todas estas secciones se proveen recorridos educativos, caminatas a través de senderos, publicaciones y actividades especiales. Es un lugar único para asistir y tener una sana diversión y un aprendizaje integral.